# Centro Histórico de Natal
5° 47′ 07,17″ S, 35° 12′ 33,31″ O

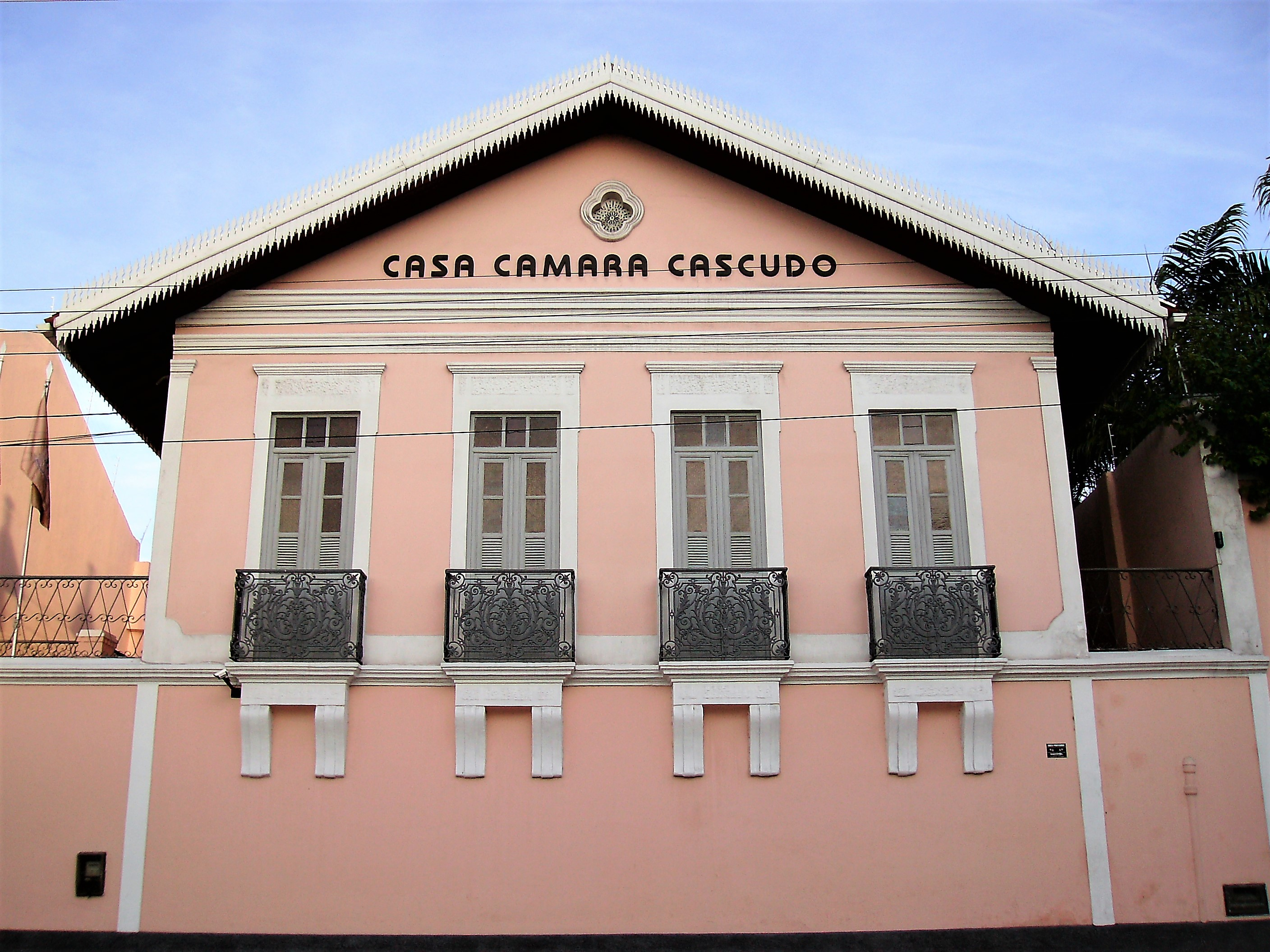
Casarão onde viveu Luís da Câmara Cascudo

O Centro Histórico de Natal está localizado na capital potiguar, no estado brasileiro do Rio Grande do Norte. É composto por uma área demilitada de aproximadamente 201.278 m², na qual estão inseridos 150 imóveis de diversos estilos, incluindo a arquitetura colonial, neoclássica, art-déco e modernista. Compreendem esta área os bairros da Cidade Alta e Ribeira e alguns prédios dos bairros de Tirol e Petrópolis, que são os bairros mais antigos da cidade, que apresentam características dos primeiros séculos da história do Brasil, evidenciando importantes aspectos da colonização portuguesa.
O centro tem como característica ruas estreitas, que se mantém até hoje e é uma característica do traçado urbano irregular das cidades coloniais portuguesas. Existe também o Beco da Lama, região tradicionalmente boêmia da Cidade Alta originada na rua Dr. José Ivo, mas que se espalhou pelas vias adjacentes - como um patrimônio histórico de Natal eleito pela comunidade.
Um dos prédios mais conhecidos do Centro Histórico é o Theatro Alberto Maranhão,o Solar Bela Vista e a Igreja Matriz de Nossa Senhora da Apresentação (Catedral Antiga). Individualmente, dois monumentos, situados no Centro Histórico, já são tombados individualmente pelo IPHAN, o antigo Palácio do Governo e o Sobradinho. Na Zona Histórica, existe também o novo Memorial da Justiça Desembargador Vicente Lemos que conta a história do judiciário potiguar.
Desde 2008 é realizado anualmente a "Caminhada Histórica do Natal" que visa resgatar o interesse e aproximar a população e os turistas pelo centro histórico da cidade. O programa consiste em fazer uma aula-caminhada pelos principais monumentos e ruas históricas da capital.

## Galeria de imagens

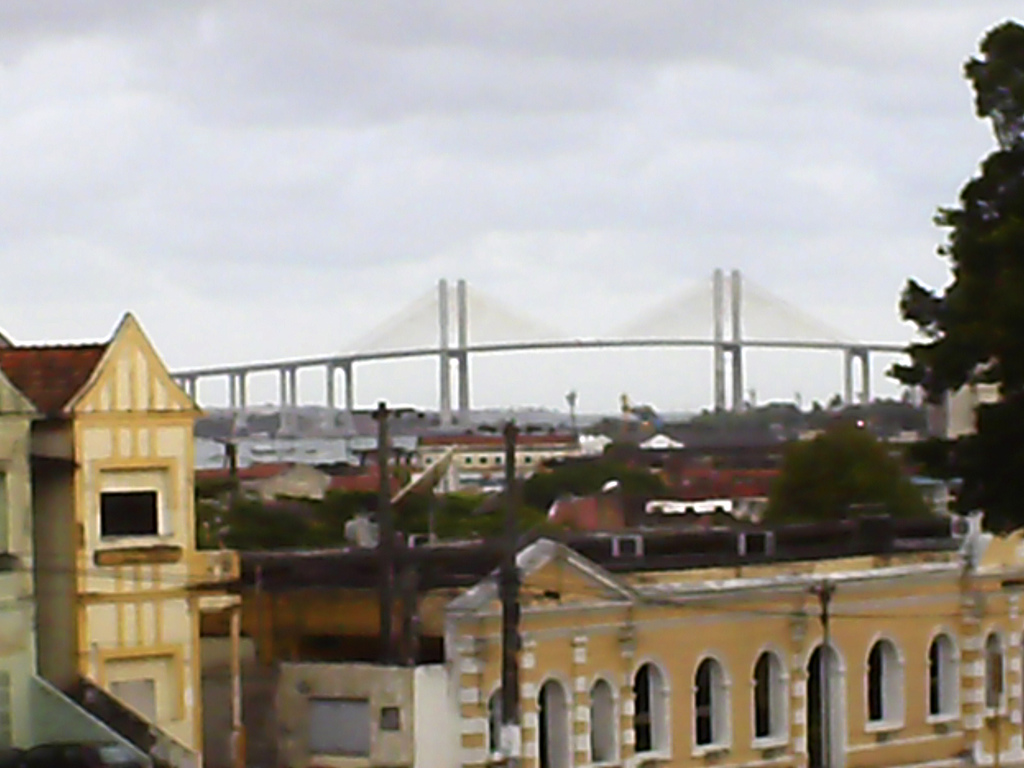
Capitania das Artes, instituição responsável pela gestão da cultura de Natal
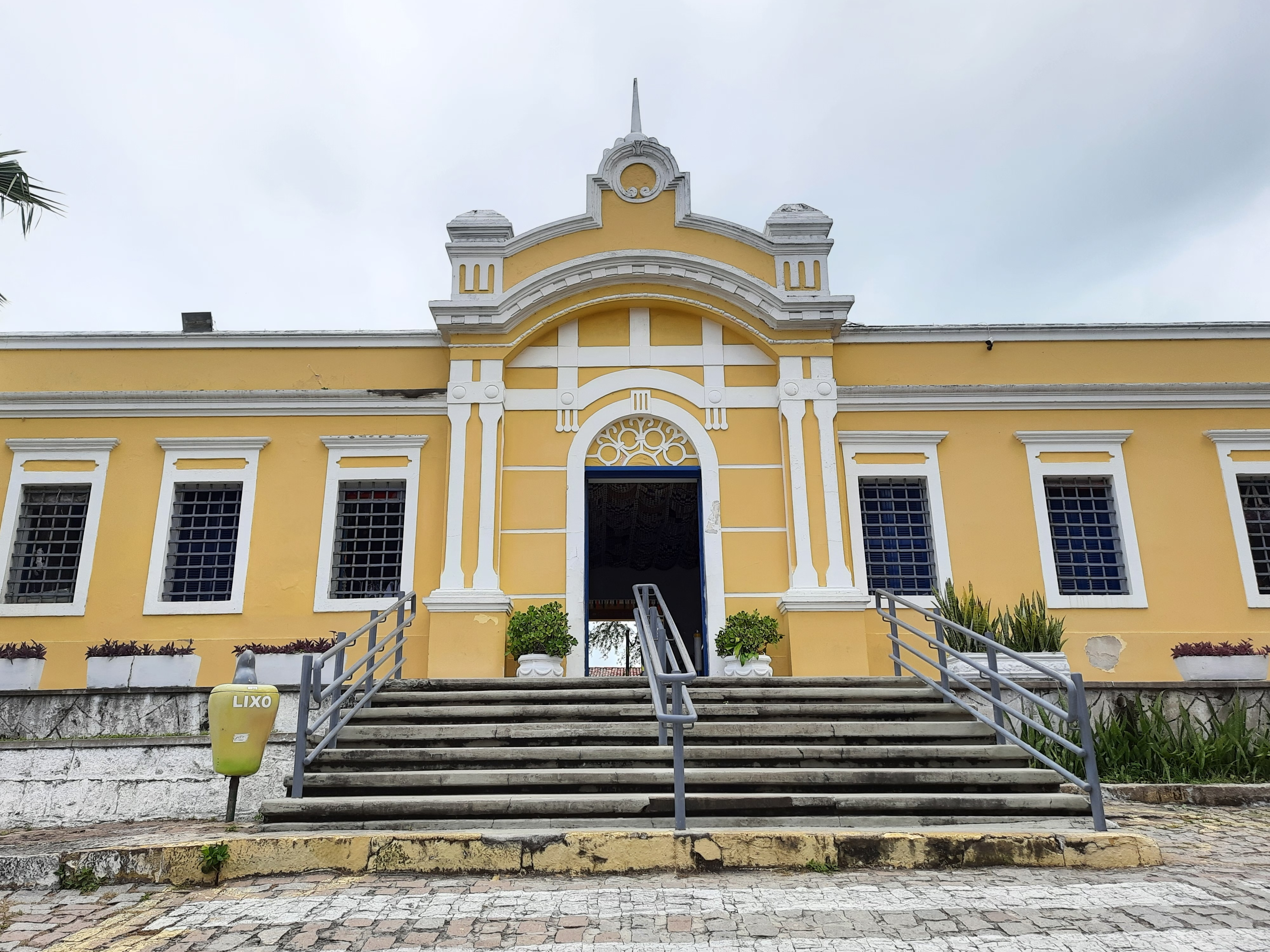
Centro de Turismo de Natal
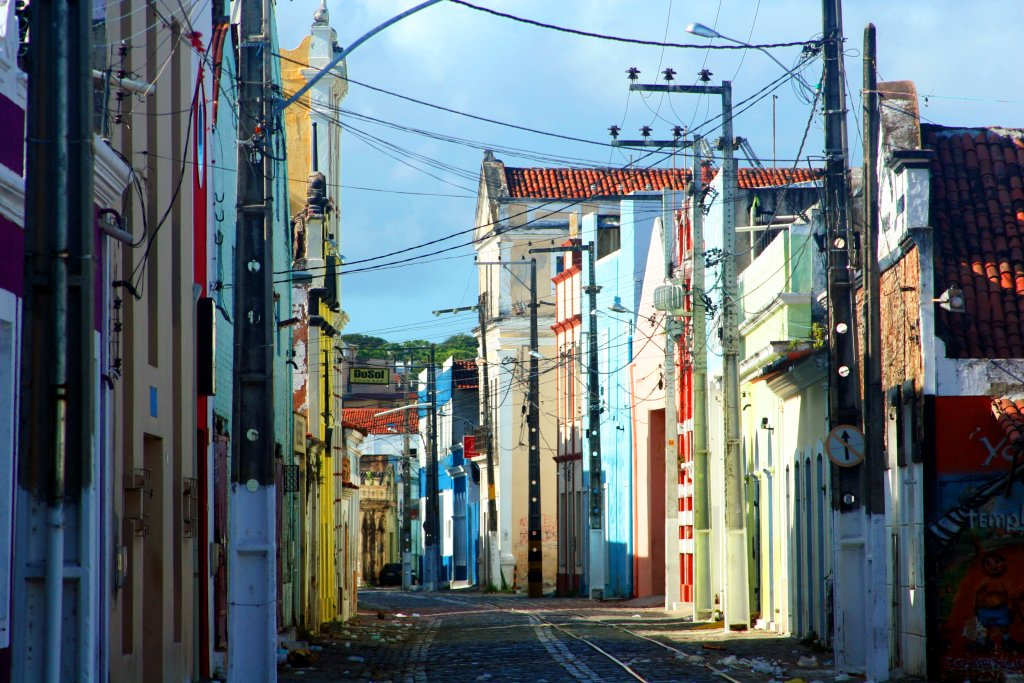
Rua Chile, uma das primeiras ruas da cidade
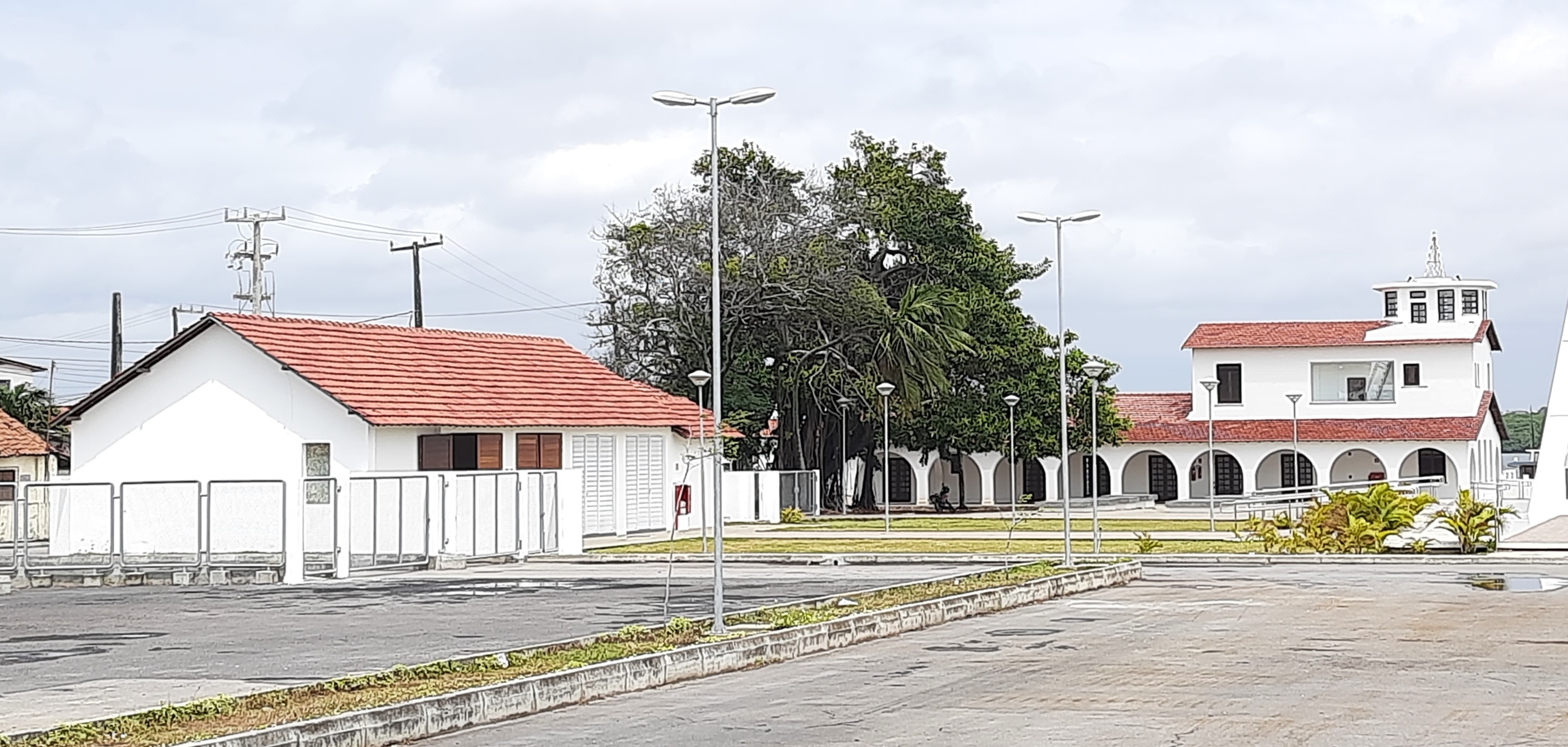
Rampa, primeira base a operar missões de guerra na América do Sul
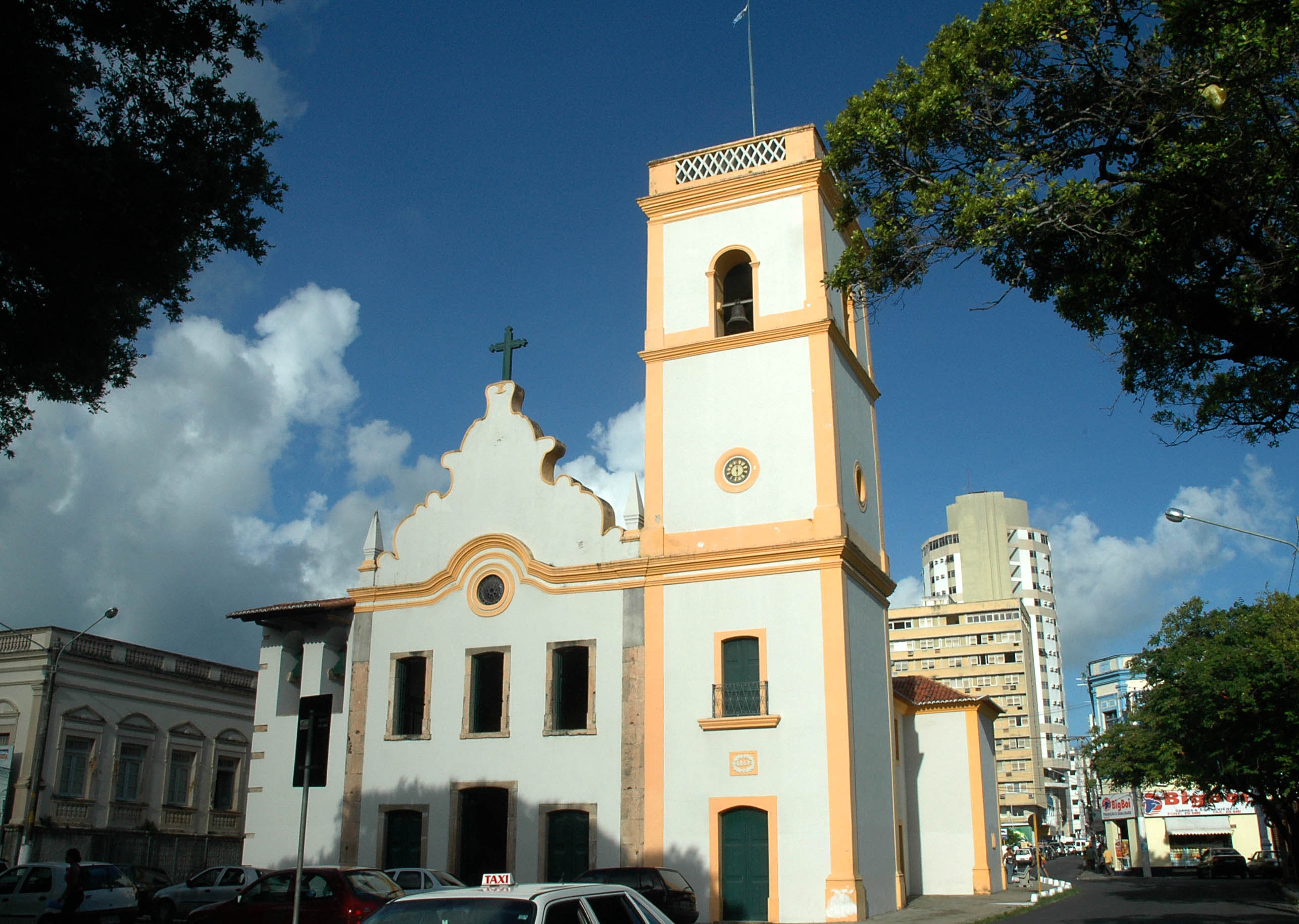
Igreja Matriz de Nossa Senhora da Apresentação (Catedral Metropolitana Antiga), primeira igreja do Estado.
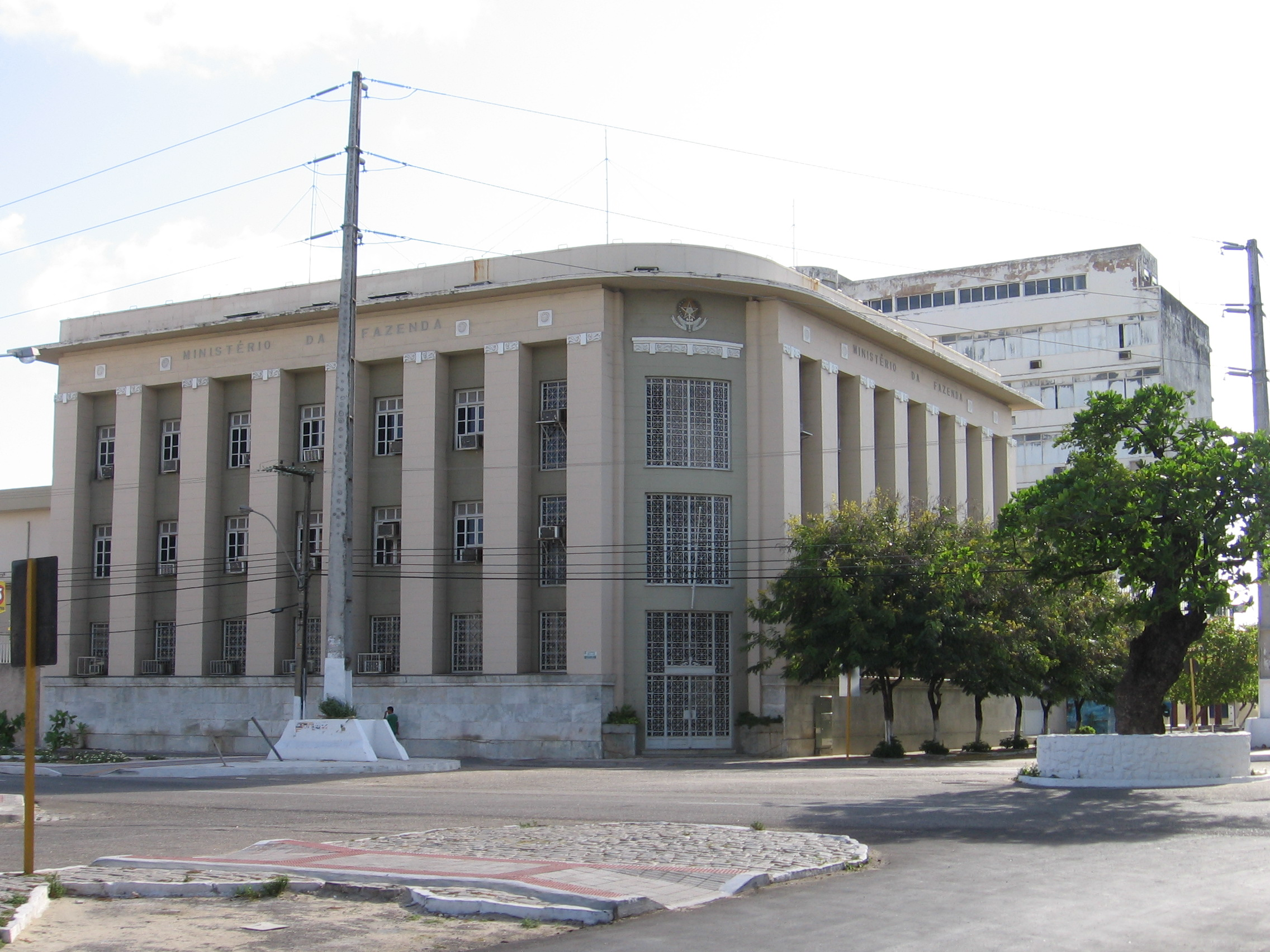
Representação do Ministério da Fazenda em Natal
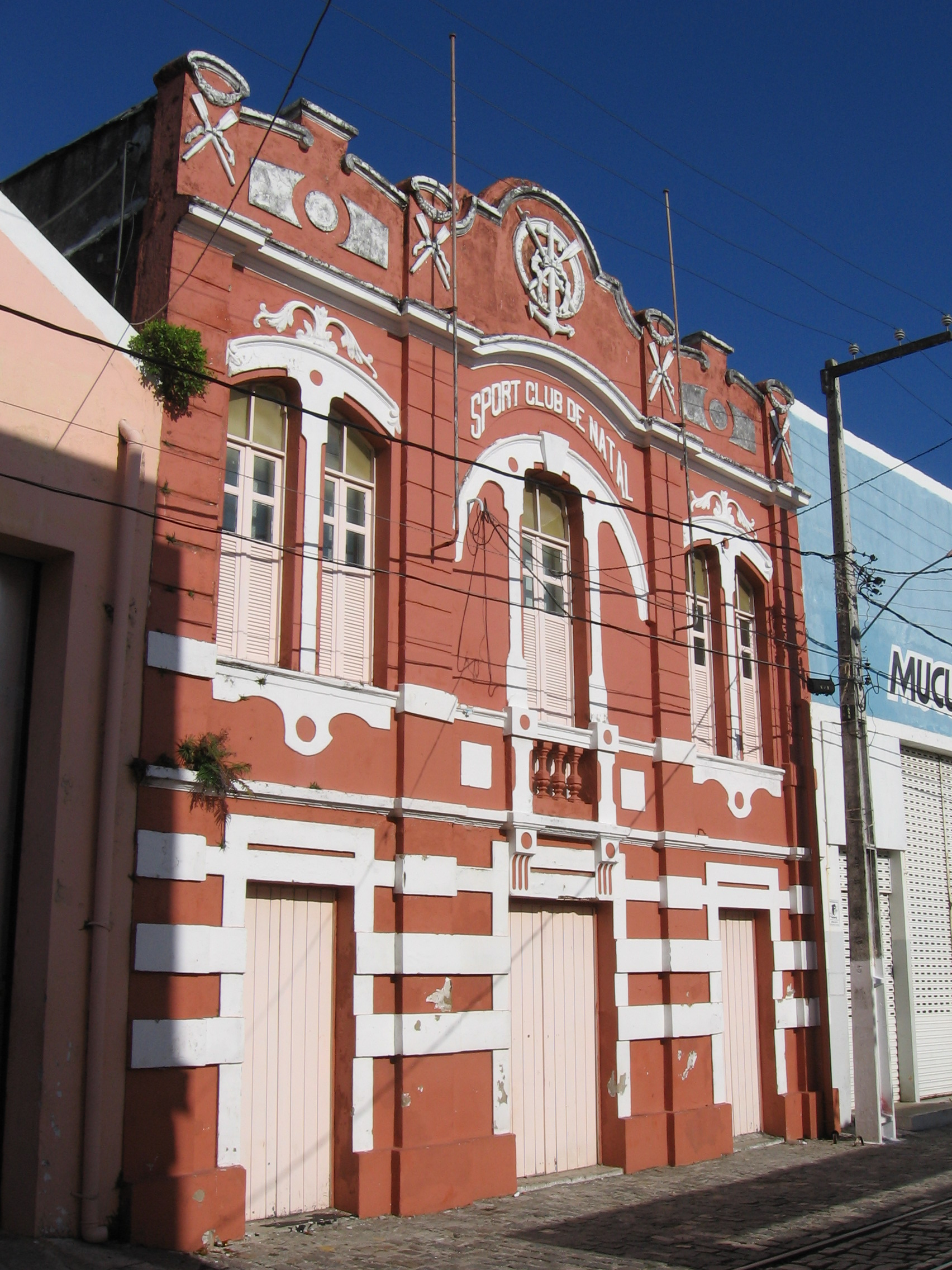
Sport Club de Natal
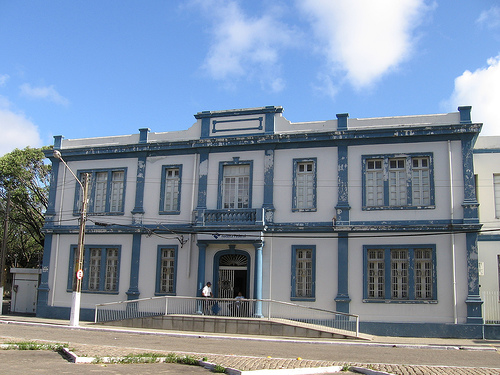
Delegacia da Receita Federal
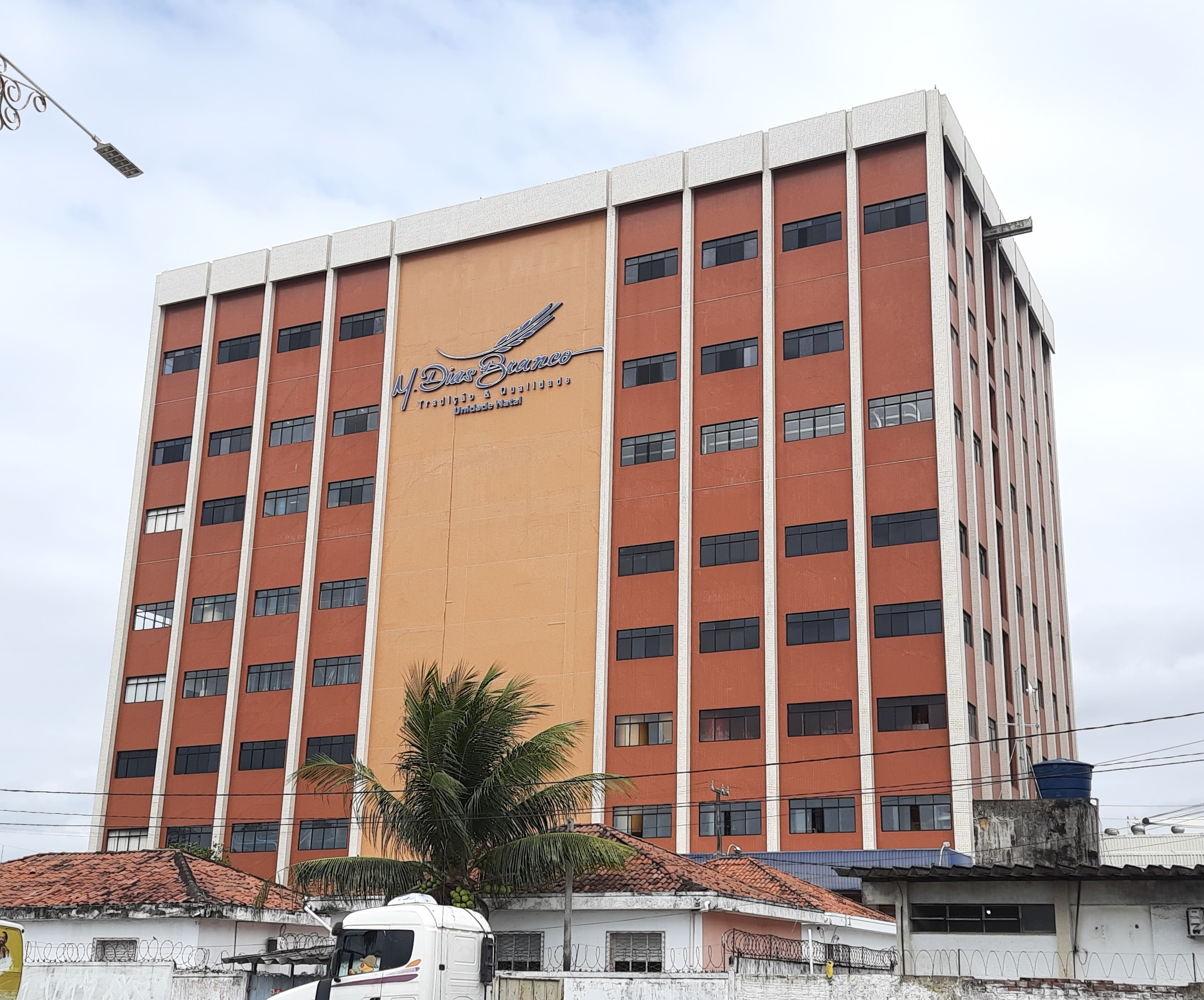
Grande Moinho Potiguar, filial da M. Dias Branco
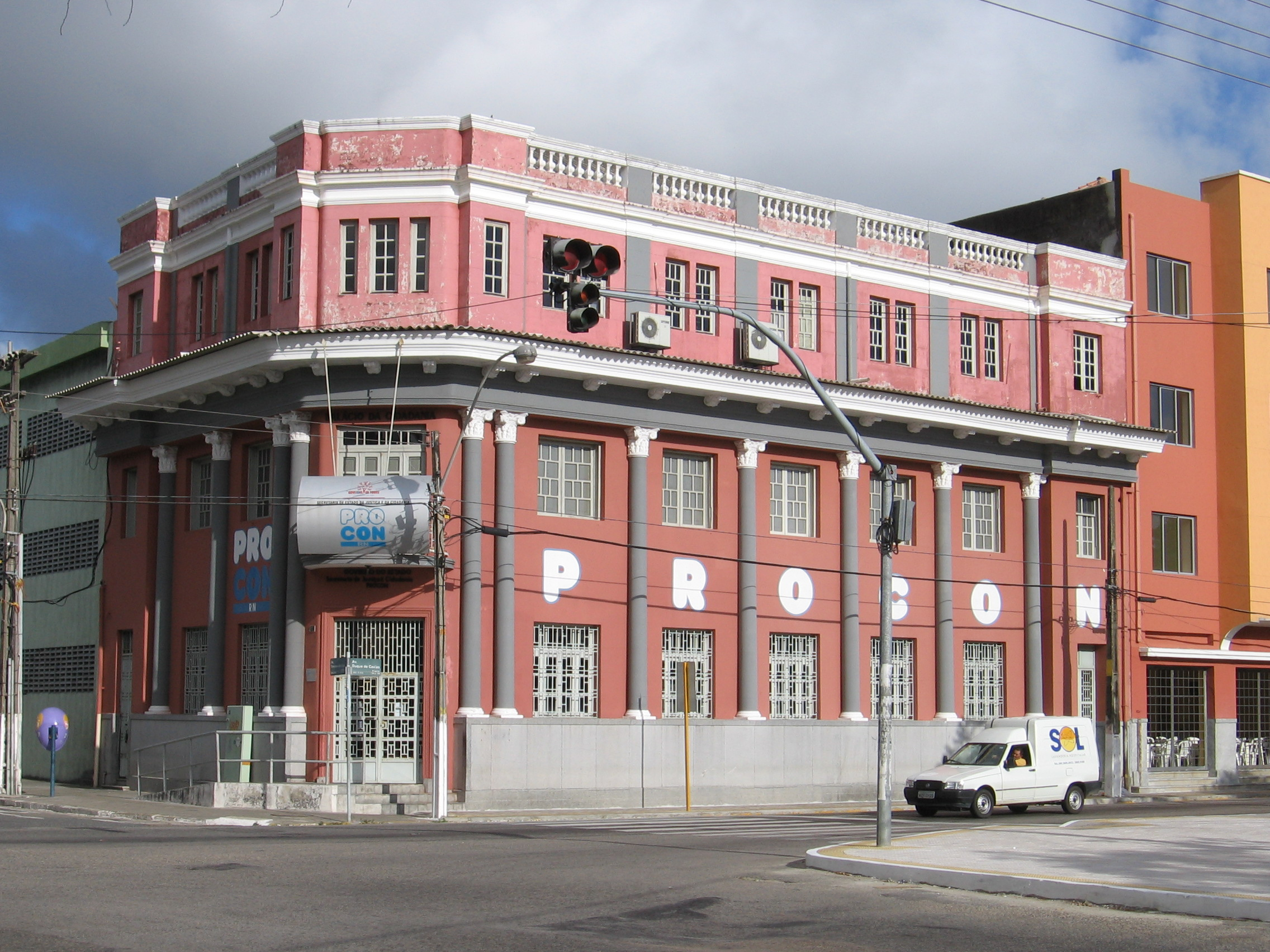
Sede do Procon Estadual
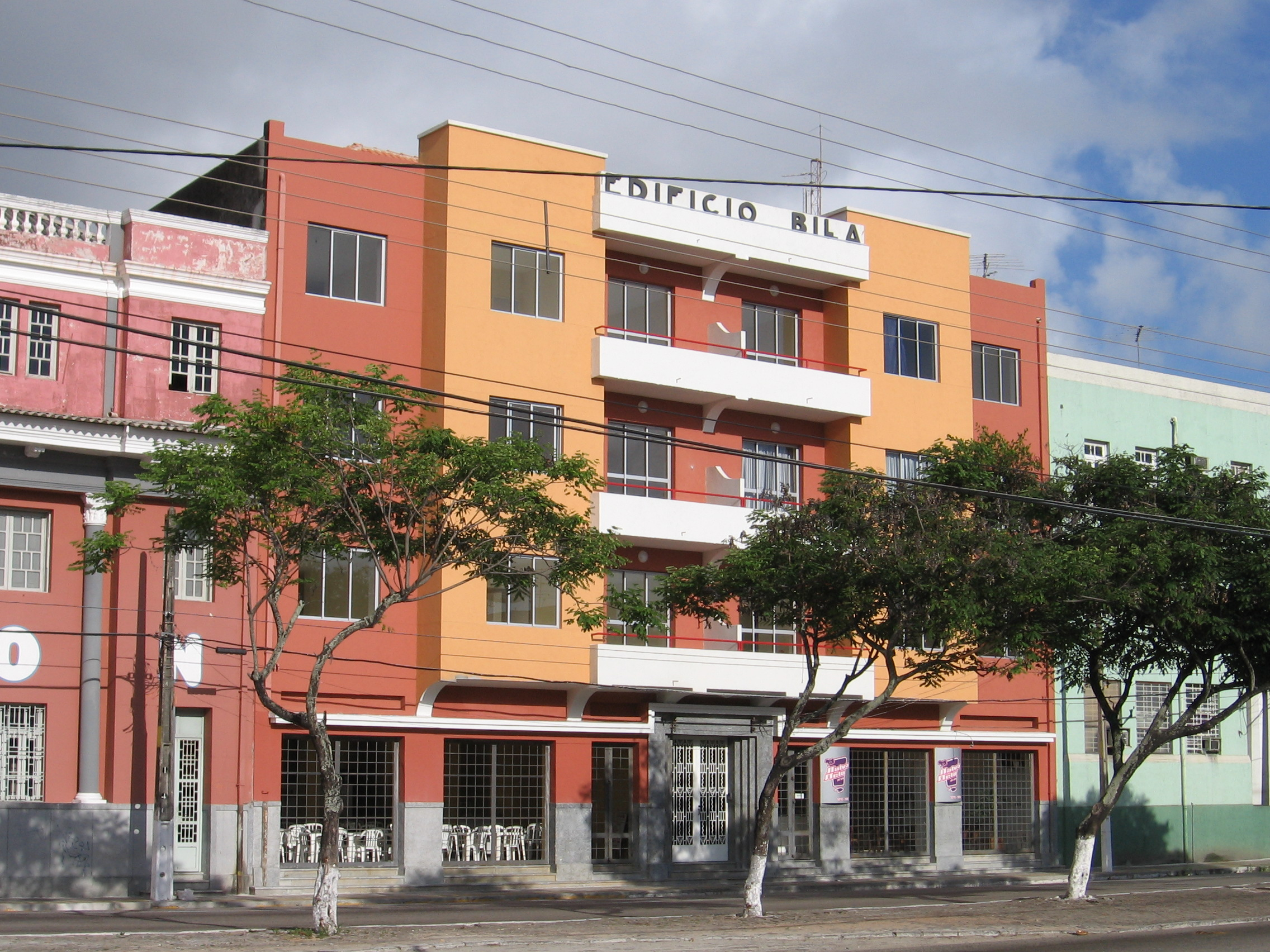
Edifício Bila
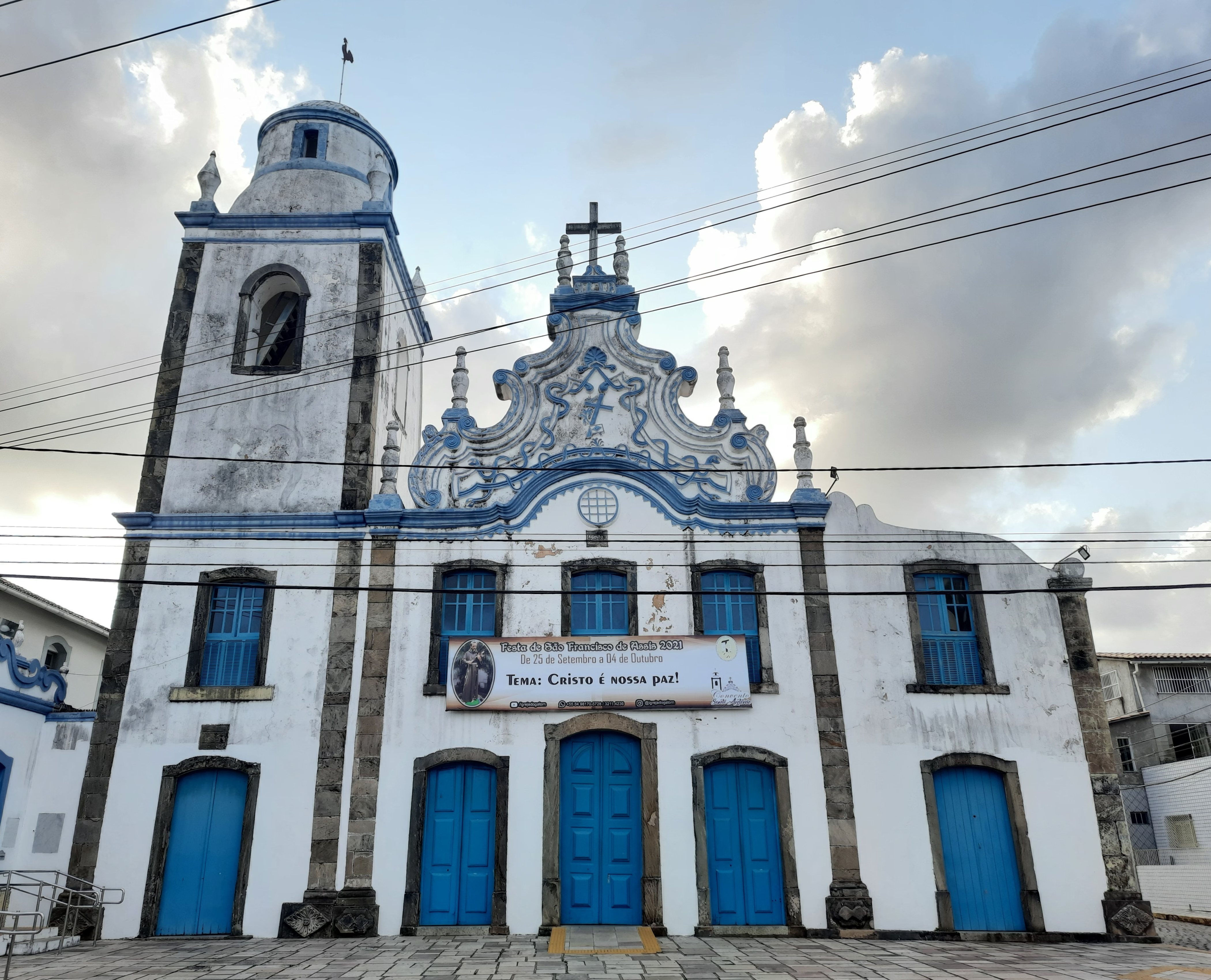
Igreja do Galo